# Paleontología

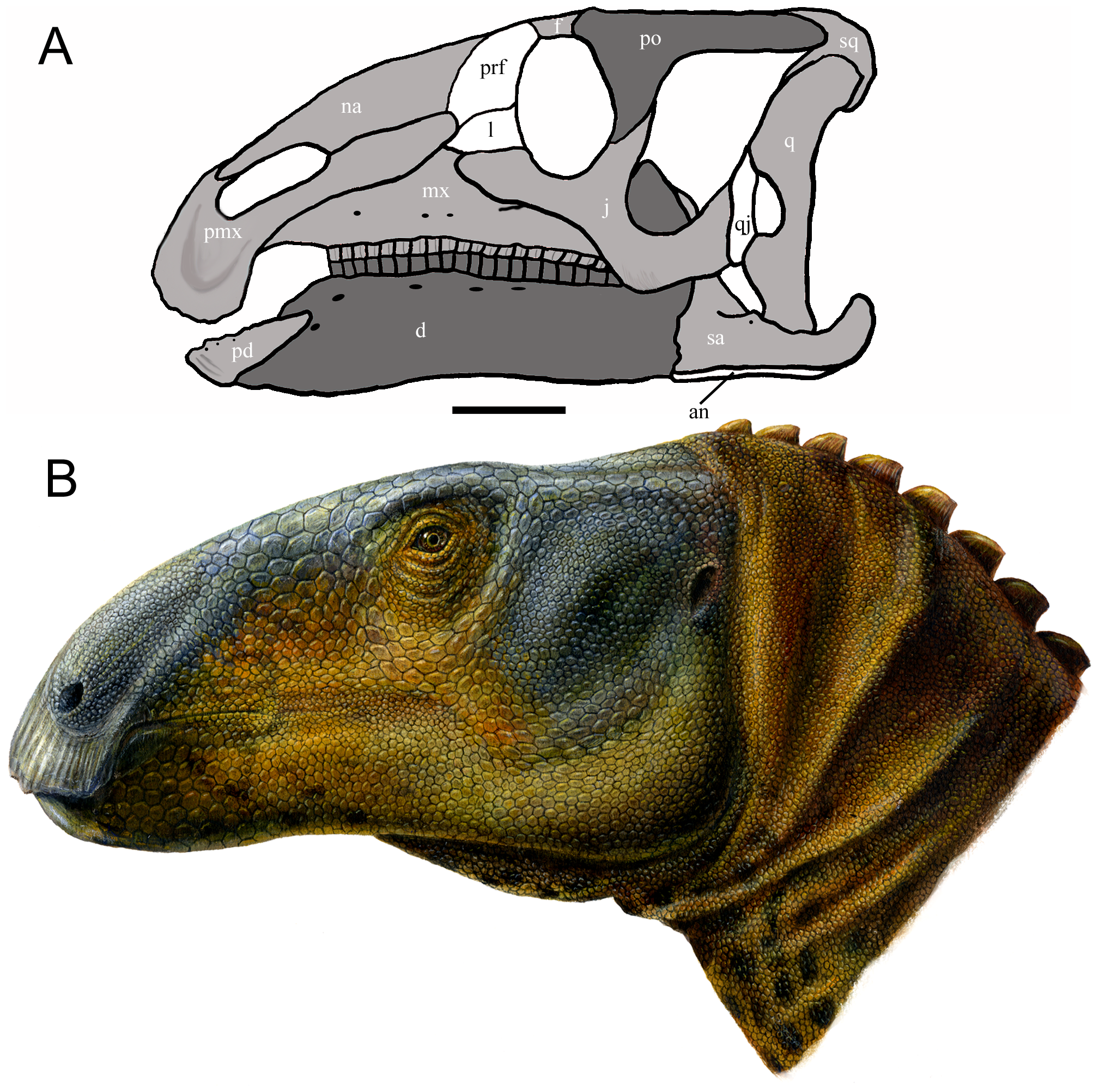
Recreación de la cabeza de un dinosaurio basada en sus restos fósiles y en la anatomía comparada.

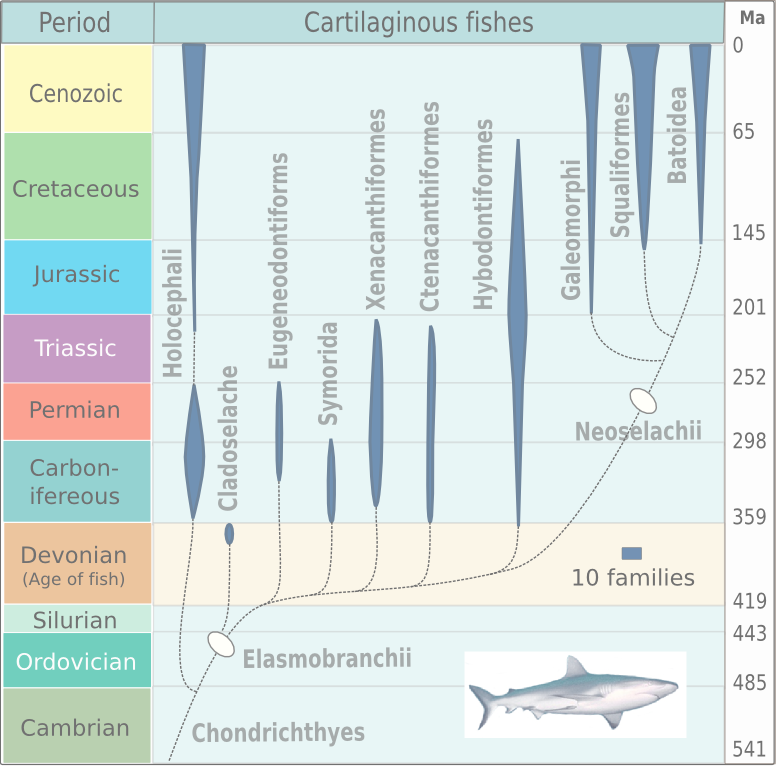
Filogenia y distribución temporal de los peces cartilaginosos en los tiempos geológicos, teniendo en cuenta el registro fósil.

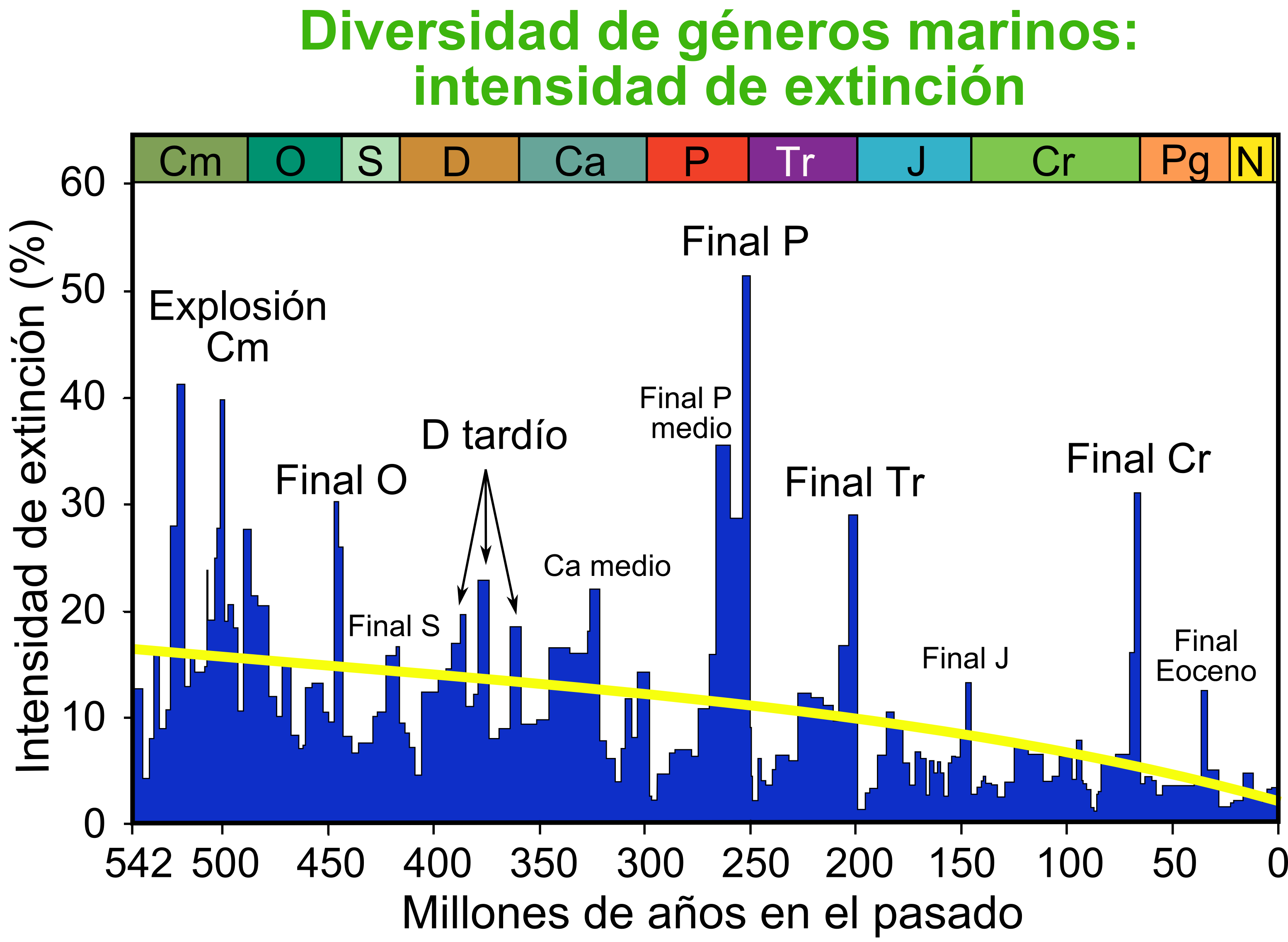
Intensidad de las extinciones a lo largo del Fanerozoico, según la diversidad de los géneros marinos identificados en el registro fósil.

La paleontología (del griego «παλαιος» palaios = antiguo, «οντο» onto = ser, «-λογία» -logía = tratado, estudio, ciencia) es la ciencia natural que estudia e interpreta el pasado de la vida sobre la Tierra a través de los fósiles. Se encuadra dentro de las ciencias naturales, posee un cuerpo de doctrina propio y comparte fundamentos y métodos con la geología y la biología con las que se integra estrechamente. Puede subdividirse en paleobiología, tafonomía y biocronología, e intercambia información necesaria con otras disciplinas (estudio de la evolución de los seres vivos, bioestratigrafía, paleogeografía o paleoclimatología, entre otras). 
Entre sus objetivos están, además de la reconstrucción de los seres vivos que vivieron en el pasado, el estudio de su origen, de sus cambios en el tiempo (evolución y filogenia), de las relaciones entre ellos y con su entorno (paleoecología, evolución de la biosfera), de su distribución espacial y migraciones (paleobiogeografía), de las extinciones, de los procesos de fosilización (tafonomía) o de la correlación y datación de las rocas que los contienen (bioestratigrafía).
La paleontología tuvo (y tiene) muchísima importancia al permitir entender que la Tierra y sus seres vivos están en constante cambio, los cuales se remontan muchos miles de millones de años en el pasado. Esta comprensión, desarrollada de la mano de los avances en el conocimiento de los procesos geológicos, motivó un cambio en la percepción del tiempo, dando origen al concepto de "tiempo profundo".
La paleontología permite entender la actual composición (biodiversidad) y distribución de los seres vivos sobre la Tierra (biogeografía) —antes de la intervención humana—, ha aportado pruebas indispensables para la solución de dos de las más grandes controversias científicas del pasado siglo, la evolución de los seres vivos y la deriva de los continentes, y, de cara a nuestro futuro, ofrece herramientas para el análisis de cómo los cambios climáticos pueden afectar al conjunto de la biosfera. Además, la paleontología, al generar conocimiento sobre etapas de la historia de la Tierra donde los ambientes y los seres vivos fueron muchas veces radicalmente diferentes a los que se observan hoy, permite desarrollar hipótesis o especular sobre el origen y la potencial presencia de vida en otros cuerpos celestes.

«La paleontología tiene la respuesta no sólo para reconstruir y describir la historia de la vida, sino también para explorar los procesos ecológicos que se desarrollan durante períodos de tiempo de dimensiones geológicas y, por lo tanto, inaccesibles a enfoques experimentales».
Lukas Hottinger, 1997

## Principios

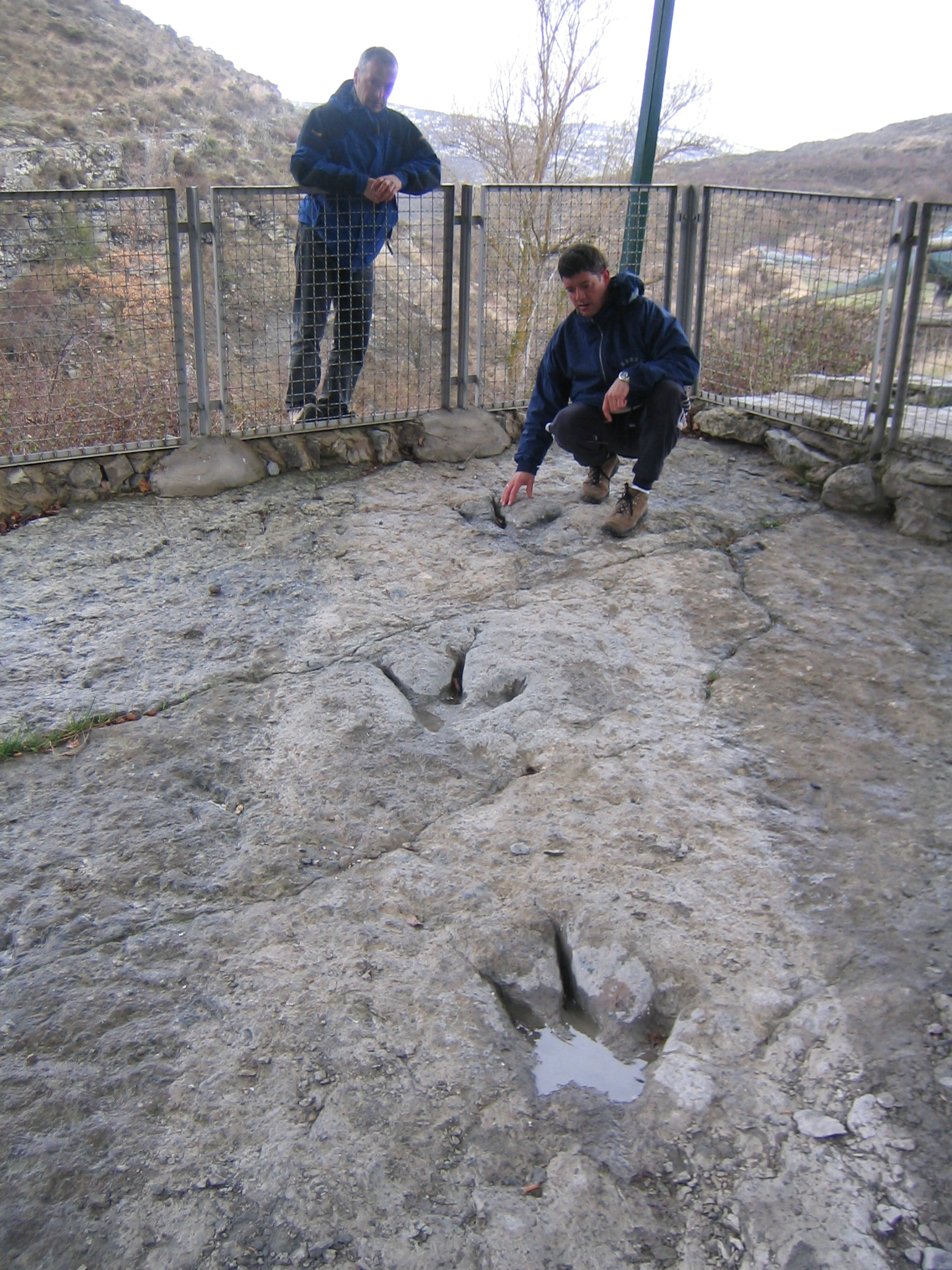
Icnitas de dinosaurio terópodo en el yacimiento de Valdecevillo (Enciso, La Rioja, España).

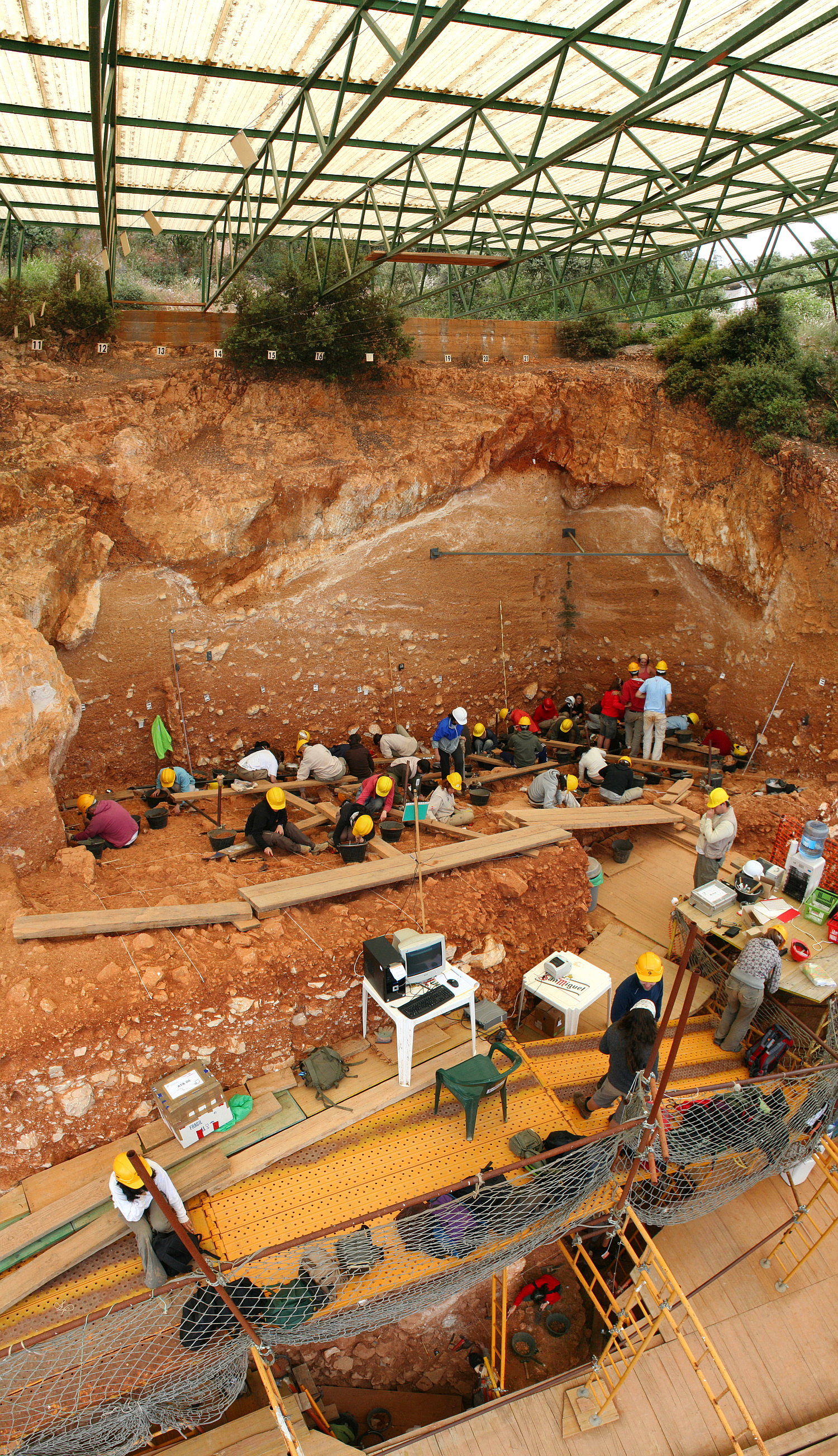
Excavación del yacimiento de Gran Dolina en Atapuerca (Burgos).

La finalidad primordial de la Paleontología es la reconstrucción de los organismos del pasado, no solo de sus partes esqueléticas, sino también las partes orgánicas desaparecidas durante la fosilización, restituyendo el aspecto que tuvieron en vida, su etología, etc. Para ello se vale de los mismos principios ya establecidos: actualismo, anatomía comparada, correlación orgánica y correlación funcional.
- Postulado de producción: los fósiles son productos directos o indirectos de organismos que vivieron en el pasado (entidades paleobiológicas).[2]
- Actualismo biológico: los seres del pasado se regían por las mismas leyes físicas y biológicas, y tenían las mismas necesidades que los actuales.[6] Permite este principio, por ejemplo, afirmar que los peces del Silúrico tenían branquias, porque las tienen los peces actuales (aunque no sean los mismos); y que los dinosaurios ponían huevos, como los cocodrilos, lo cual se ha visto posteriormente corroborado al encontrarse fósiles de huevos, y nidos, conservados en algunos yacimientos.
- Anatomía comparada: Permite colocar a los organismos extintos en el sitio que les corresponde del cuadro general de los seres vivos, obteniendo así el punto de referencia necesario para poder aplicar el principio de la correlación orgánica. Aunque los fósiles solo nos aporten una pequeña parte anatómica de un taxón extinto, la anatomía comparada nos permite inferir y completar determinadas características anatómicas o fisiológicas ausentes de los mismos.
- Principio de correlación orgánica: Postulado por Cuvier.[7] Cada ser orgánico forma un conjunto cuyas partes se complementan, determinando todas las demás y por tanto puede ser reconocido por un fragmento cualquiera, bastando en último término un trozo de hueso para identificarlo.
- Correlación funcional: Conocida mejor como morfología funcional, es la parte de la Paleontología que trata de las relaciones entre la forma y la función, es decir: que intenta relacionar las estructuras observadas en los fósiles con la función que realizaban en el organismo cuando estaba vivo.[8] Para ello utiliza diversos métodos o líneas de análisis.

1. Comparación de grupos con estructuras homólogas: Este método, que lleva al paleontólogo a comparar las estructuras de algunos grupos extintos con las de sus correspondientes representantes actuales resulta a veces menos fiable, pues las mismas estructuras o partes anatómicas en un determinado grupo pueden haberse modificado profundamente a lo largo de la evolución y realizar funciones muy diferentes. Del mismo modo, un mismo grupo puede ocupar nichos ecológicos muy diferentes a lo largo del tiempo. Por ejemplo, los mamíferos marinos actuales y sus predecesores terrestres tienen morfología y ocupan nichos ecológicos muy diferentes. La extremidad anterior en ambos grupos, pese a integrar el mismo número de piezas óseas en posición anatómica similar, ha experimentado profundas modificaciones en las formas derivadas de vida marina, y representa una adaptación a un medio y a una función muy diferentes (la natación) de la que realizaban sus antepasados terrestres, (la marcha o el desplazamiento sobre el suelo). La comparación de formas y de estructuras homólogas debe tomarse con gran precaución.
2. Comparación de estructuras análogas: Este es verdaderamente el método más fructífero y más fiable en Morfología Funcional. Así puede decirse que, mientras que el análisis evolutivo constituye el campo de acción de la homología, el análisis morfo-funcional constituye el campo de la analogía. Este análisis parte generalmente de la comparación de estructuras con una forma similar para inferir una función análoga en ambos grupos (principio de correlación forma-función). Pero dichas estructuras que tienen la misma forma pueden tener orígenes muy diferentes y los grupos que las presentan pueden no guardar una relación filética entre ellos. Así los paleontólogos razonan correctamente que las aletas pectorales de un pez y las extremidades anteriores de un delfín y de un ictiosaurio realizan la misma función. Algo semejante puede decirse del ala de un reptil volador (pterosaurio), de la de un ave y de la de un mamífero volador (murciélago). Todo esto puede analizarse incluso en grupos biológicos que no tienen representantes actuales y que solo conocemos por sus fósiles. Cuando no se dispone de análogos biológicos, se puede recurrir al uso de análogos mecánicos

- Principio de superposición estratigráfica: Enunciado por William Smith recuperando las ideas de Nicolaus Steno (ley de Superposición de estratos de Steno), un siglo anterior. En una serie estratigráfica normal (no invertida) los estratos de la parte inferior son siempre más antiguos que los de la superior. El contenido en fósiles de dichos estratos debe cumplir el mismo principio. Sin embargo hay que exceptuar los fósiles reelaborados (que han sufrido uno o más ciclos de exhumación —por erosión del sustrato en el que yacen— y resedimentación), y por tanto son más antiguos que los sedimentos que los engloban, o los correspondientes a organismos endobiontes —aquellos que viven o pasan parte de su vida enterrados en el sustrato—, cuyos restos pueden ser más recientes que los sedimentos que los engloban.
- Principio de correlación estratigráfica: Estratos pertenecientes a la misma época se caracterizan por un contenido en fósiles similar. Este principio, en la práctica, es cierto pero con matizaciones, ya que otros factores como las barreras físicas o el clima condicionan esto.

## Disciplinas de la paleontología

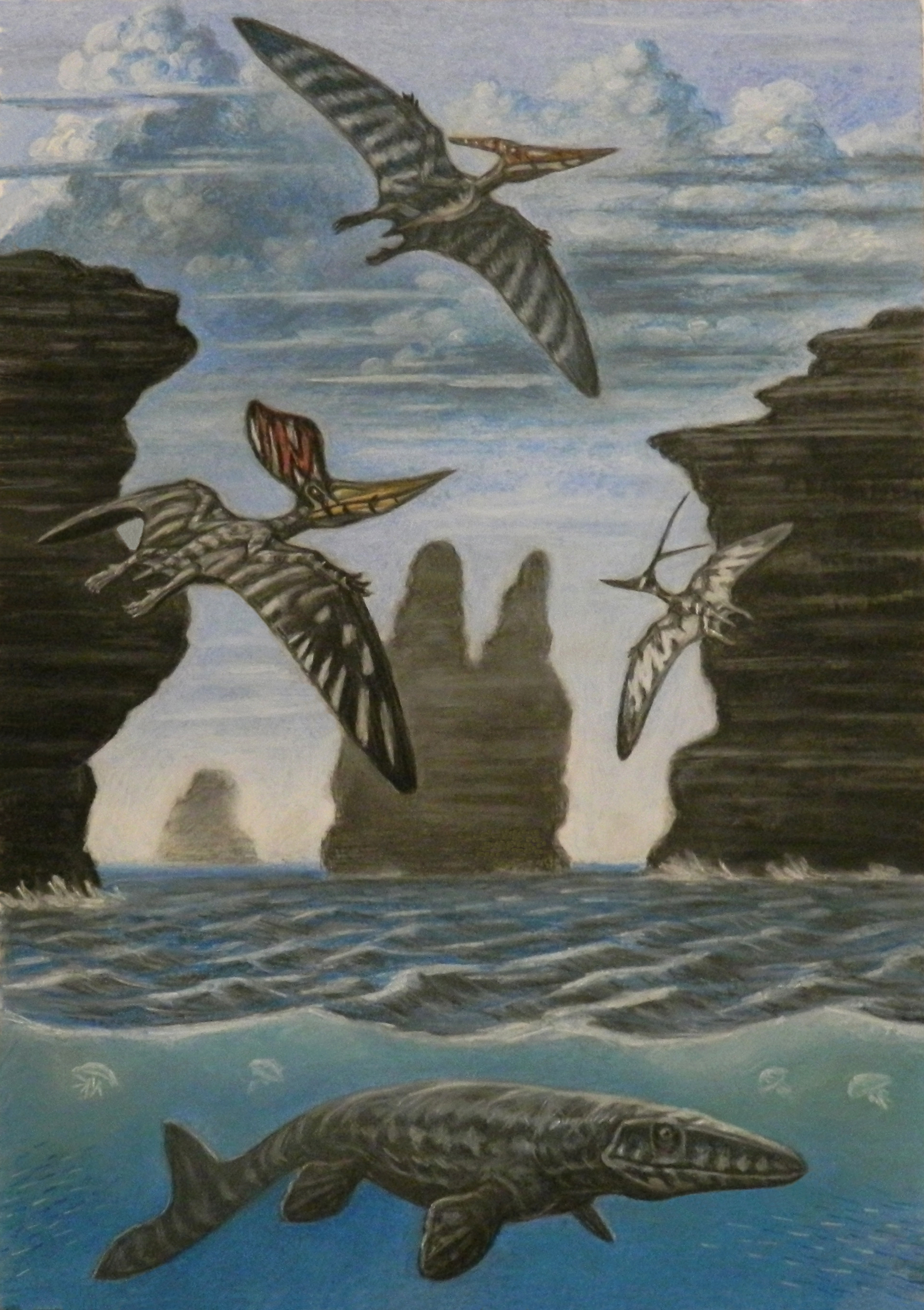
Recreación de organismos del Cretácico superior (Pteranodon, Geosternbergia, Nyctosaurus, y Tylosaurus)

La paleontología moderna sitúa la vida antigua en su contexto a través del estudio de cómo los cambios físicos en la geografía mundial y el clima han afectado a la evolución de la vida, de cómo los ecosistemas han respondido a estos cambios y se han adaptado al medio ambiente cambiante y de cómo estas respuestas mutuas han afectado a los patrones actuales de biodiversidad.

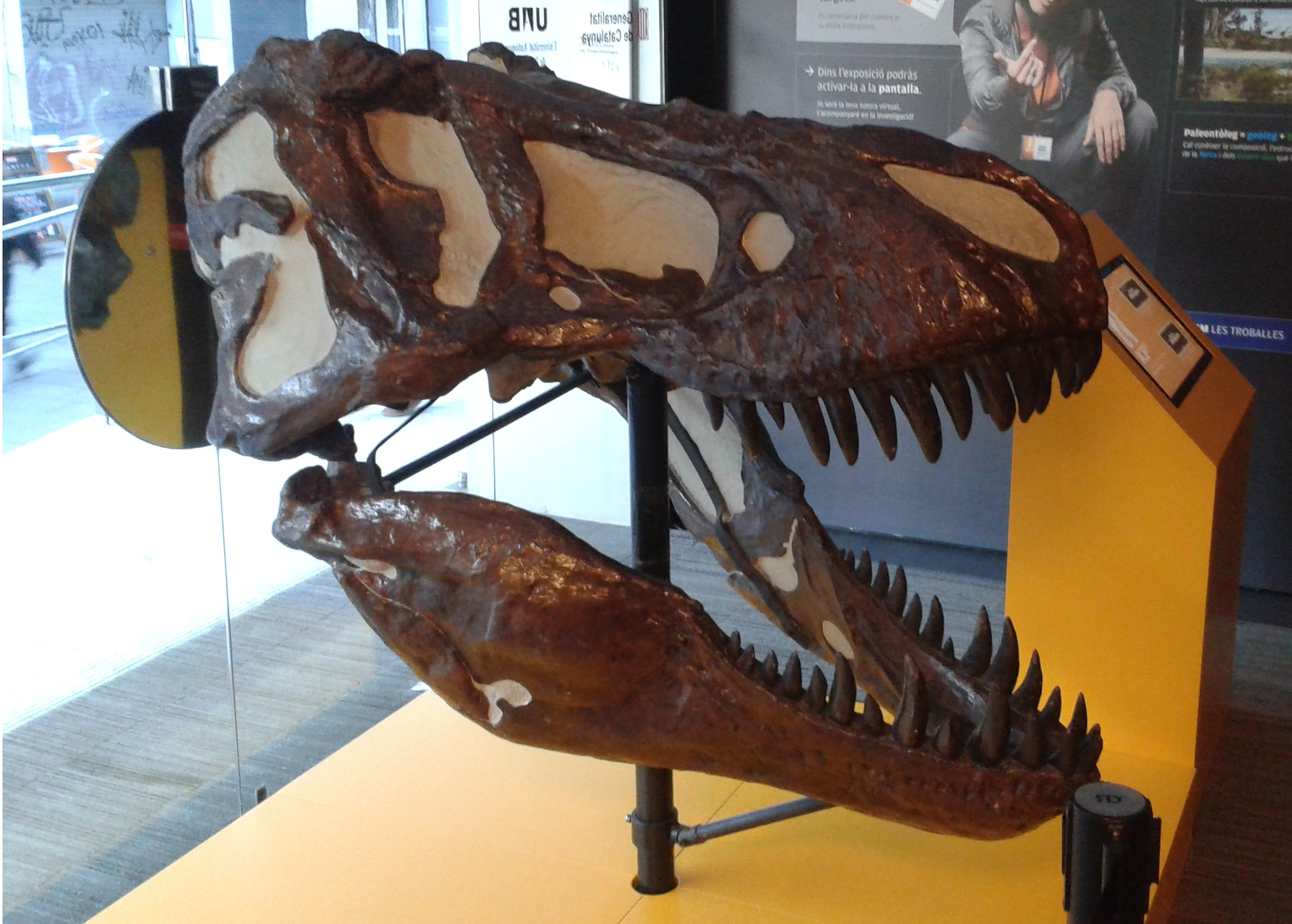
Réplica de cráneo de tiranosaurio en el Instituto de Paleontología Miquel Crusafont.

Se divide en tres campos de estudio:

### Paleobiología
Estudia los organismos del pasado en todos sus aspectos, tanto sistemáticos como fisiológicos, ecológicos, evolutivos, etc. Algunas especialidades paleobiológicas son:

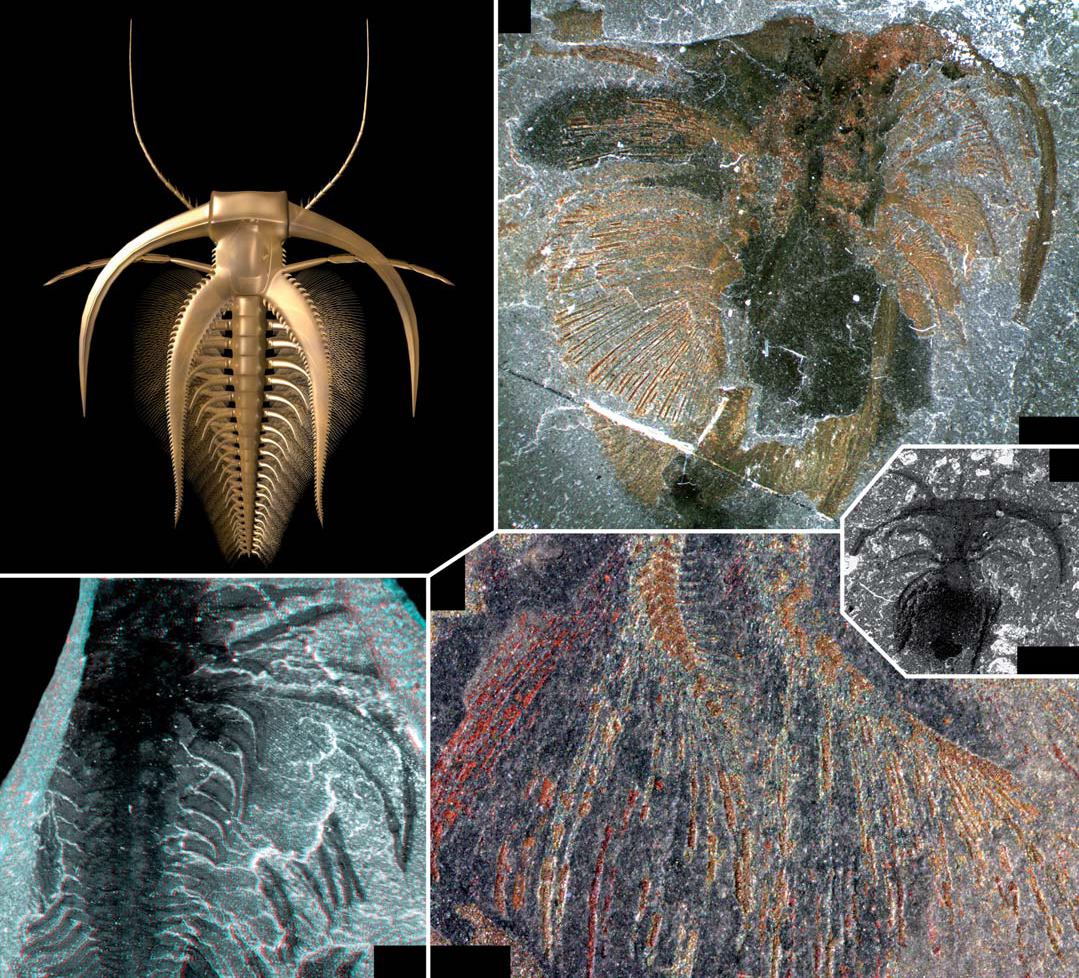
Fósil y reconstrucción del artrópodo basal Marrella splendens, del Cámbrico medio de Canadá.

- Paleozoología. Se encarga del estudio de los animales extintos, a partir de sus restos fósiles, y de su taxonomía. Aquí se incluyen disciplinas como la paleoantropología, paleoentomología o, dentro de la paleoherpetología, la dinosaurología. Más frecuentemente se la divide en paleontología de vertebrados y paleontología de invertebrados.[10]
- Paleobotánica. Se encarga del estudio de seres vegetales o fúngicos extintos y su taxonomía. Es una disciplina menos extendida que la anterior. Se incluyen disciplinas como la paleopalinología o estudio de pólenes y esporas fósiles.
- Micropaleontología. Es el estudio de los fósiles microscópicos (microfósiles y nanofósiles), para lo cual se emplean técnicas especiales de muestreo, preparación y observación con el microscopio.
- Paleoicnología. Se encarga del estudio de los indicios de actividad (trazas fósiles) de organismos del pasado.
- Paleoecología. Se encarga del estudio de la ecología de los seres vivos del pasado y de la reconstrucción de los medioambientes y los ecosistemas presentes en la Tierra a lo largo del tiempo geológico.[11]
- Paleobiogeografía. Estudia la distribución paleogeográfica de los seres vivos y biomas del pasado y las causas que originaron tal distribución. Es una aplicación de la paleontología a la biogeografía descriptiva e histórica.
- Paleogenética. Aborda el análisis del material genético conservado en restos de organismos antiguos, incluyendo estudios de evolución molecular, filogenia y relojes moleculares.[12]
- Paleobiología de la conservación (o paleobiología para la conservación). Utiliza la información de la paleontología con el objetivo de aportar a los problemas de conservación de la biodiversidad actuales.[13]

### Tafonomía
Se encarga del estudio de los procesos de fosilización y la formación de los yacimientos de fósiles. Se divide en dos campos principales: bioestratinomía, que estudia los procesos ocurridos desde la producción de los restos o señales hasta el enterramiento o paso a la litosfera, y fosildiagénesis, que estudia los procesos posteriores al enterramiento. El análisis tafonómico previo es indispensable para cualquier estudio bioestratigráfico, paleoecológico o paleobiogeográfico, entre otros, con el fin de evaluar el sesgo tafonómico (es decir, en qué medida los fenómenos tafonómicos distorsionaron la información paleontológica) o, de modo similar, el grado de fidelidad tafonómica (es decir, cuánto se asemejan los conjuntos fósiles a las comunidades de las que provienen). La tafonomía actualista, estrechamente relacionada con la paleobiología de la conservación, tiene como objetivo comprender cómo se formaron los fósiles y los yacimientos fosilíferos estudiando la suerte de los restos de organismos actuales.

### Biocronología
Estudia la edad de las entidades paleobiológicas, su ordenación temporal y la datación de eventos bióticos del pasado. Está estrechamente relacionada con la bioestratigrafía, aplicación de la paleontología a la estratigrafía.

## Relaciones con otras ciencias

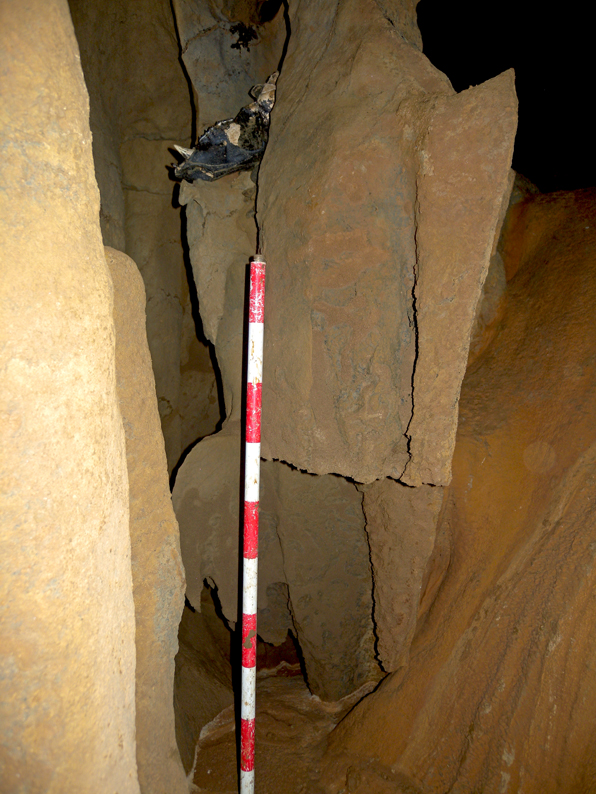
Cráneo de Ursus deningeri en la cueva de Goikoetxe (Busturia, Vizcaya).

Se puede considerar a la paleontología como una división temporal de la biología. La biología facilita una información acerca de los seres vivos sin la cual es imposible hacer una interpretación correcta de los fósiles (esta es una de las bases del actualismo). La paleontología, por su parte, pone de manifiesto e informa al biólogo cuál fue la vida del pasado y su evolución, constituyendo de esta forma la vertiente histórica de la biología.
Los fósiles tienen un valor intrínseco ya que su estudio es fundamental para la geología (correlaciones, interpretación de ambientes sedimentarios, determinación de edades relativas, etc.). En cuanto al aspecto aplicado son numerosos los ejemplos que relacionan ciertos organismos con la génesis de yacimientos minerales (como el fitoplancton con el petróleo, el carbón, los fosfatos, etc.). La geología histórica es inconcebible sin el apoyo de los datos paleontológicos que nos dan información sobre paleogeografía, paleoclimatología, paleo-oceanografía, quimismo de las aguas, etc.). De la misma forma la Paleontología necesita de otras disciplinas como la bioquímica, la física o las matemáticas (especialmente la estadística).
La paleontología es una de las disciplinas asociadas a las ciencias del karst objeto de la espeleología, ocupándose del estudio de los vestigios en cavidades subterráneas.

## Técnicas de extracción, preparación y conservación de fósiles
Existen diferentes técnicas usadas comúnmente en paleontología para la preparación de restos fósiles.

### Métodos mecánicos

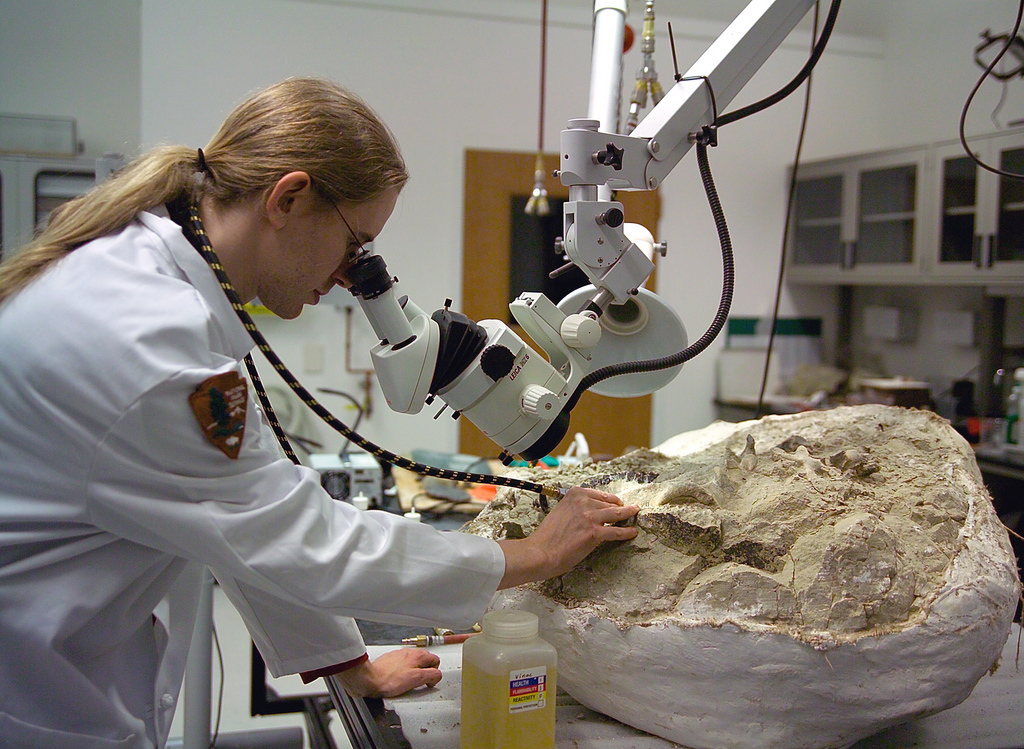
Limpieza mecánica de una muestra paleontológica en el laboratorio.

Los límites físicos de los fósiles representan áreas de debilidad, ya que la constitución química es diferente de la matriz que los incluye. Por tanto, para separarlos se puede usar métodos de percusión (martillo y cincel).
- Técnicas de abrasión: La pionera fue la máquina de chorro de arena. Generalmente ahora se usa un gas (aire comprimido, nitrógeno o dióxido de carbono) que propulsa un polvo abrasivo; en este caso el poder abrasivo depende de la presión del gas y del tamaño y características del polvo abrasivo.
- Calentamiento: Se recurre a cambios muy bruscos de temperatura, para separar por dilatación diferencial.
- Técnicas de percusión y desbastado: Se usa un limpiador neumático de fósiles con puntas especiales (mayor tamaño para el desbastado y puntas cada vez más finas para el trabajo delicado). Para ello hay que reconstruir la disposición del fósil antes de empezar, así como comprobar la petrología de la roca y apoyar los especímenes en un elemento que absorba las vibraciones (como un saco de arena).

### Métodos químicos
Se usan en función de la naturaleza de los fósiles y la roca.
Mediante una técnica llamada disgregación química, se trata de agua con detergentes que disminuyen la tensión superficial en la interfase arcilla-agua para rocas arcillosas o limos. El agua oxigenada tiene un efecto similar. Los ácidos también son usados ampliamente utilizados en la extracción de fósiles: ácido clorhídrico (HCl(aq)), ácido fluorhídrico (HF(aq)), ácido nítrico (HNO3), ácido fórmico o ácido acético.

### Técnicas de extracción de microfósiles

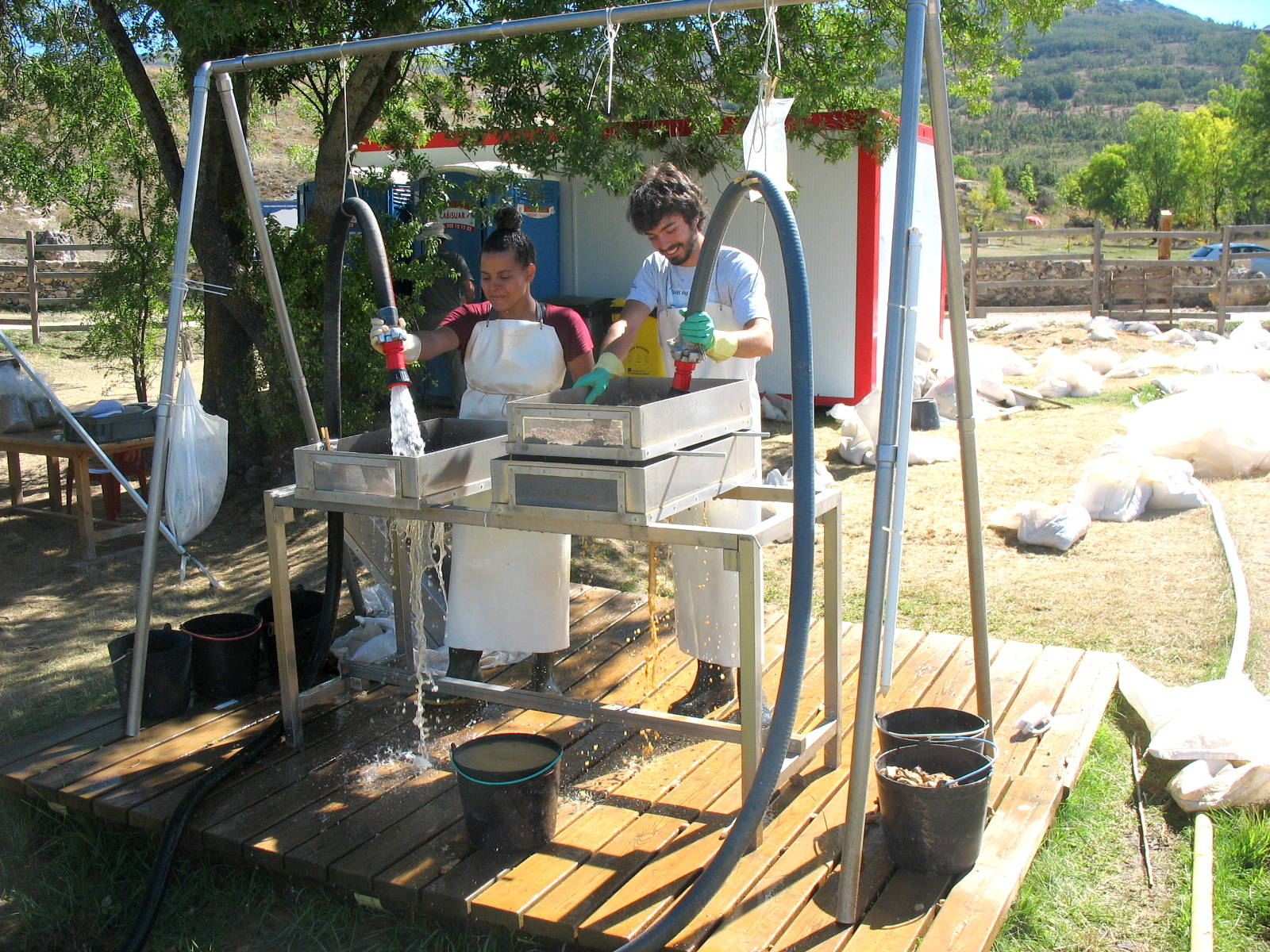
Sistema de lavado-tamizado para la reducción y concentración de una muestra con microfósiles.

Hay que distinguir técnicas dependiendo del tipo de roca.
- Rocas calcáreas: Se utiliza ácido acético (CH3COOH) o fórmico (HCOOH) para fósiles fosfáticos. En este caso se coloca la muestra en un vaso de polietileno y se añade acético (10-15 %) o fórmico que actúa más rápido y puede utilizarse a mayor concentración aunque es más corrosivo. El ácido puede atacar al fosfato en muestras con bajo contenido en carbonato por lo que interesa añadir carbonato cálcico en polvo (obteniendo acetato de calcio). Alternativamente en los sucesivos ataques en la muestra para solucionar este problema se usa una solución (7 % ácido acético concentrado, 63 % agua y 30 % del líquido filtrado procedente de la digestión de muestras previas).
- Rocas silíceas: Se utiliza ácido clorhídrico al 10 %.
- Rocas arcillosas: En este caso se recurre al agua oxigenada o a detergentes.
- Técnicas palinológicas: Se utiliza ácido fluorhídrico o clorhídrico. En primer lugar, las muestras son cubiertas por ácido clorhídrico (HCl) para remover carbonatos, luego son lavadas y centrifugadas tres o cuatro veces. Se da un segundo tratamiento, con ácido fluorhídrico (HF), para remover los silicatos. Al final de la reacción, el residuo orgánico debería ser visible. La muestra se limpia de ácidos mediante decantación y centrifugado, y luego de cristales de fluorosilicatos insolubles.[17]

### Técnicas de concentración
Se utilizan líquidos pesados como el bromoformo (CHBr3, pe 2.89) y tetrabromoetano (C2H2Br4, pe 2.96), pero son muy tóxicos. La alternativa más segura es el uso de politungstato de sodio (3Na2WO4.9WO3.H2O) soluble en agua lo que permite variar su Pe. La ideal es 2,75 o ligeramente más alto para evitar problemas de viscosidad alta y precipitación. Se realiza una filtración con tamices de tamaño adecuado en función de los grupos fósiles.

### Secciones delgadas

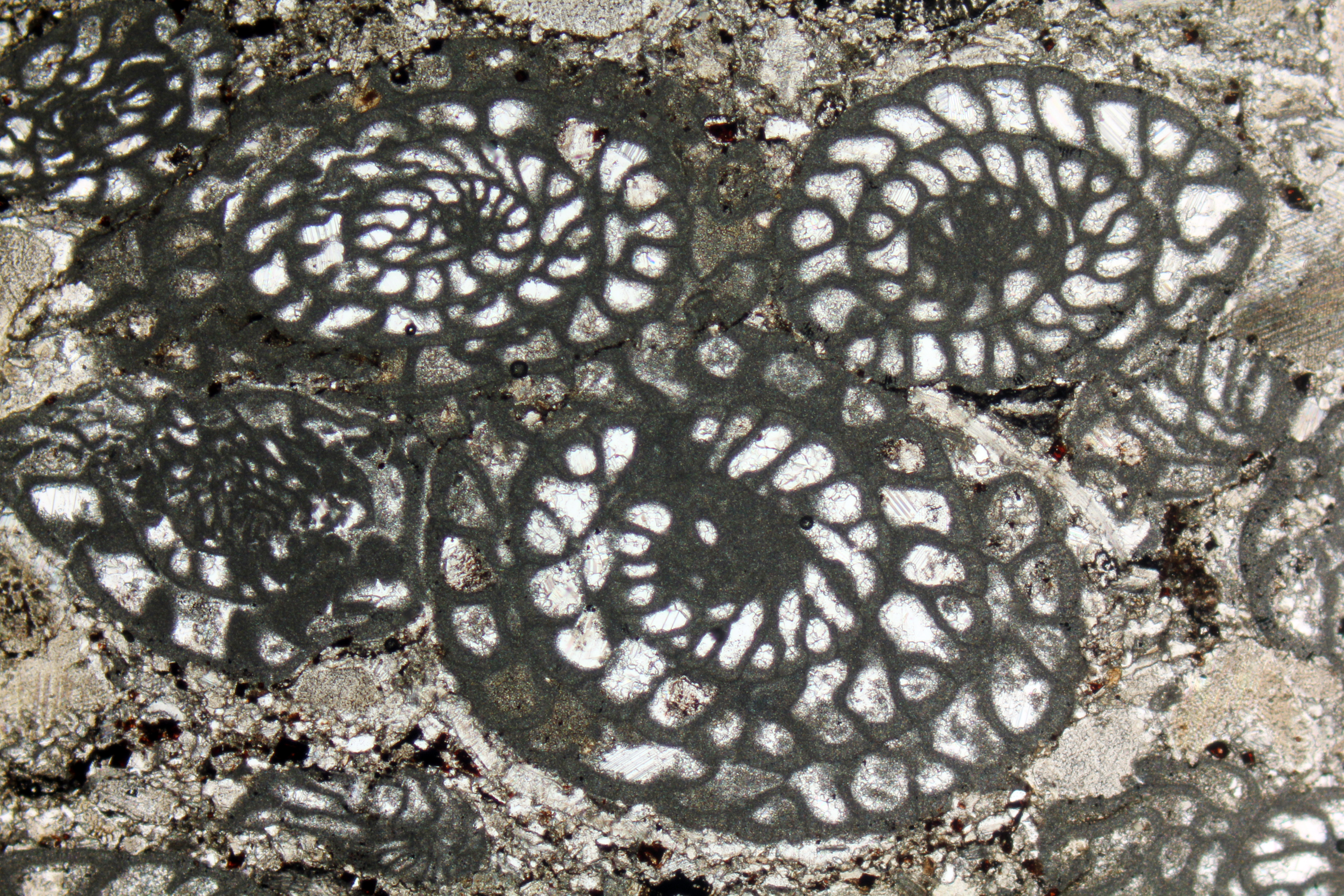
Lámina delgada con fósiles de fusulinas vista bajo el microscopio petrográfico.

La láminas delgadas se llevan a cabo cuando los fósiles y microfósiles poseen una composición igual que la de la matriz y no pueden extraerse sin deteriorarlos o cuando se quieren observar secciones, detalles o la estructura tisular de los mismos.

### Consolidantes y adhesivos
La consolidación o endurecimiento es necesario para la conservación y manipulación de muchos ejemplares. Los adhesivos y consolidantes deben ser fácilmente eliminables en caso necesario. Para aquellos fósiles que hayan sufrido métodos de extracción mecánica se realiza un sellado de fracturas con resinas de acetil-polivinilo y poli-metil-metacrilato solubles en etil-acetato. La última se contrae cuando se seca por lo que no se puede utilizar como consolidante. El cianocrilato se utiliza para reparar pequeñas piezas de fósiles (su estabilidad es desconocida y es prácticamente insoluble). Los métodos químicos de preparación necesitan de adhesivos y consolidantes que protejan a los fósiles del ataque químico y como armazón y refuerzo. El polibutil-metacrilato, poli-metil-metacrilato y cianocrilato son adhesivos de resistencia similar a los ácidos. En todos los métodos de preparación es necesario llevar un meticuloso control de todos los pasos realizados.

## Métodos de estudio y análisis paleontológicos

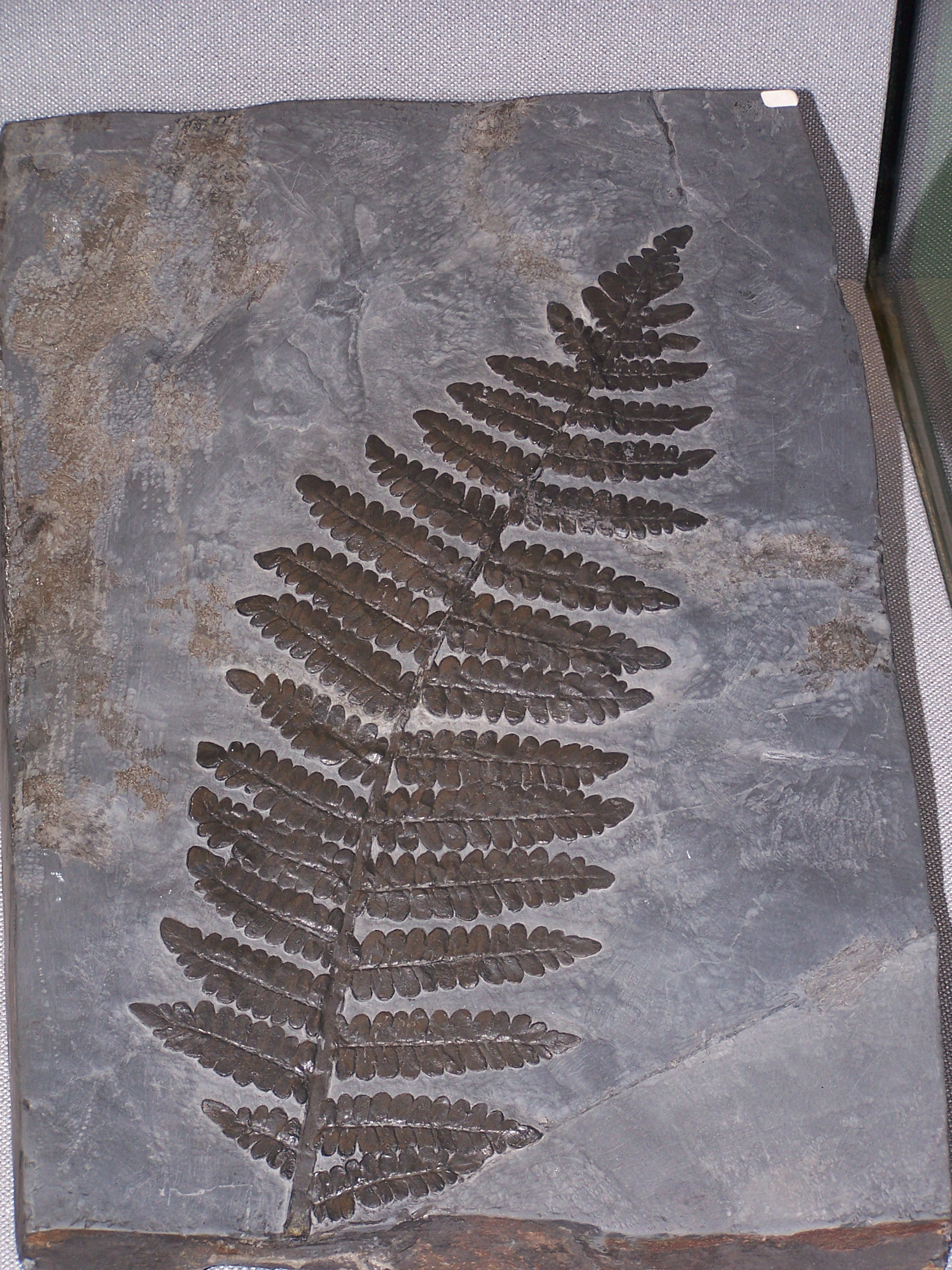
Fósil de una hoja de Neuropteris, del Carbonífero superior.

Dentro de la variedad de temáticas y disciplinas en paleontología, algunas aproximaciones metodológicas suelen ser las más comunes. Los primeros pasos en el estudio de un resto fósil incluyen su descripción anatómica y su comparación con la anatomía conocida de otros seres, seguida de una propuesta de clasificación que asigna un nombre científico al resto y una pertenencia a algún grupo taxonómico. Esto suele complementarse con un análisis filogenético, en el cual se observan una serie de rasgos en el fósil en estudio para cuantificar su anatomía en una matriz de caracteres. Esta matriz es analizada por medio de métodos cladísticos para generar árboles filogenéticos que permitan entender con qué organismos fósiles y actuales estaba más emparentado.
Estudios adicionales pueden incluir el análisis de elementos químicos específicos e isótopos de interés en los tejidos preservados, datos que suelen aportar información valiosa sobre el ambiente en el que el organismo vivió y murió, o sobre su forma de vida. Dentro de la paleobiología, métodos usuales incluyen, además de la morfología funcional, la cuantificación de la forma (morfometría) y su análisis mediante distintas técnicas de estadística multivariada para comprender las relaciones entre forma y ambiente (ecomorfología). El análisis de las propiedades físicas de las formas biológicas se denomina biomecánica, y también es un área activa en paleontología. Otra área de estudio comprende el análisis de las variaciones de forma sufridas por los organismos a lo largo de vida (variación ontogenética), y su evolución. En fases más integradoras del análisis (paleoecología), la reconstrucción paleoambiental implica la confluencia de datos y evidencias de múltiples subdisciplinas (sedimentología, icnología, micropaleontología, etc.) La estadística tanto básica como multivariada suele jugar un rol protagónico en el estudio de todo tipo de datos numéricos en paleontología.

## Historia de la paleontología
La historia de la paleontología recorre la historia de los esfuerzos para entender la historia de la vida en la Tierra a través del estudio del registro fósil dejado por organismos vivos. Ya que tiene que ver con la comprensión de los organismos vivos del pasado, la paleontología puede ser considerada como un campo de la biología, pero su desarrollo histórico ha estado estrechamente ligado a la geología y el esfuerzo para entender la historia de la Tierra misma.
En la antigüedad, Jenófanes (570-480 a. C.), Heródoto (484-425 a. C.), Eratóstenes (276-194 a. C.), y Estrabón (64 a. C.-24 d. C.) escribieron acerca de los fósiles de organismos marinos que indicaban que su tierra había estado alguna vez bajo el agua. Durante la Edad Media, el naturalista persa Ibn Sina (conocido como Avicena en Europa) trató a los fósiles en su escrito El libro de la curación (1027), en el que propuso una teoría de los fluidos petrificantes que Alberto de Sajonia extendería en el siglo xiv. El naturalista chino Shen Kuo (1031-1095) propondría una teoría del cambio climático basado en evidencia de bambú petrificado.
En la Europa moderna, el estudio sistemático de los fósiles surgió como una parte integral de los cambios en la filosofía de la naturaleza que se produjeron durante la Edad de la Razón. La naturaleza de los fósiles y su relación con la vida en el pasado alcanzó mayor comprensión durante los siglos xvii y xviii; al final del siglo xviii la obra de Georges Cuvier decidió un largo debate acerca de la realidad de la extinción, lo que llevó al surgimiento de la paleontología asociada a la anatomía comparada como disciplina científica. El creciente conocimiento del registro fósil también jugó un papel creciente en el desarrollo de la geología, especialmente de la estratigrafía.
En 1822, el término «paleontología» fue acuñado por Henri Marie Ducrotay de Blainville (editor de la revista científica francesa Journal de physique) para referirse al estudio de los antiguos organismos vivos mediante fósiles, y durante la primera mitad del siglo xix las actividades geológicas y paleontológicas se volvieron más organizadas con el crecimiento de sociedades y museos geológicos y con el número creciente de profesionales geólogos y especialistas en fósiles. Este hecho contribuyó a un rápido aumento del conocimiento acerca de la historia de la vida en la Tierra, y a lograr un importante progreso hacia la definición de la escala temporal geológica basada en su mayoría en evidencia fósil. Dado que el conocimiento de la historia de la vida continuó mejorando, se hizo cada vez más evidente que existía algún tipo de orden sucesivo durante el desarrollo de la vida. Esta afirmación alentaría las teorías evolutivas tempranas sobre la transmutación de las especies.
Después de que Charles Darwin publicara El origen de las especies en 1859, gran parte del enfoque de la paleontología se dirigió hacia la comprensión de las vías evolutivas, incluyendo la evolución humana y las teorías evolucionistas.

### Paleontólogos famosos
La historia incluye buen número de paleontólogos reseñables:
- José Torrubia  (1698-1761) (ESP)
- Georges Cuvier (1769-1832) (FRA)

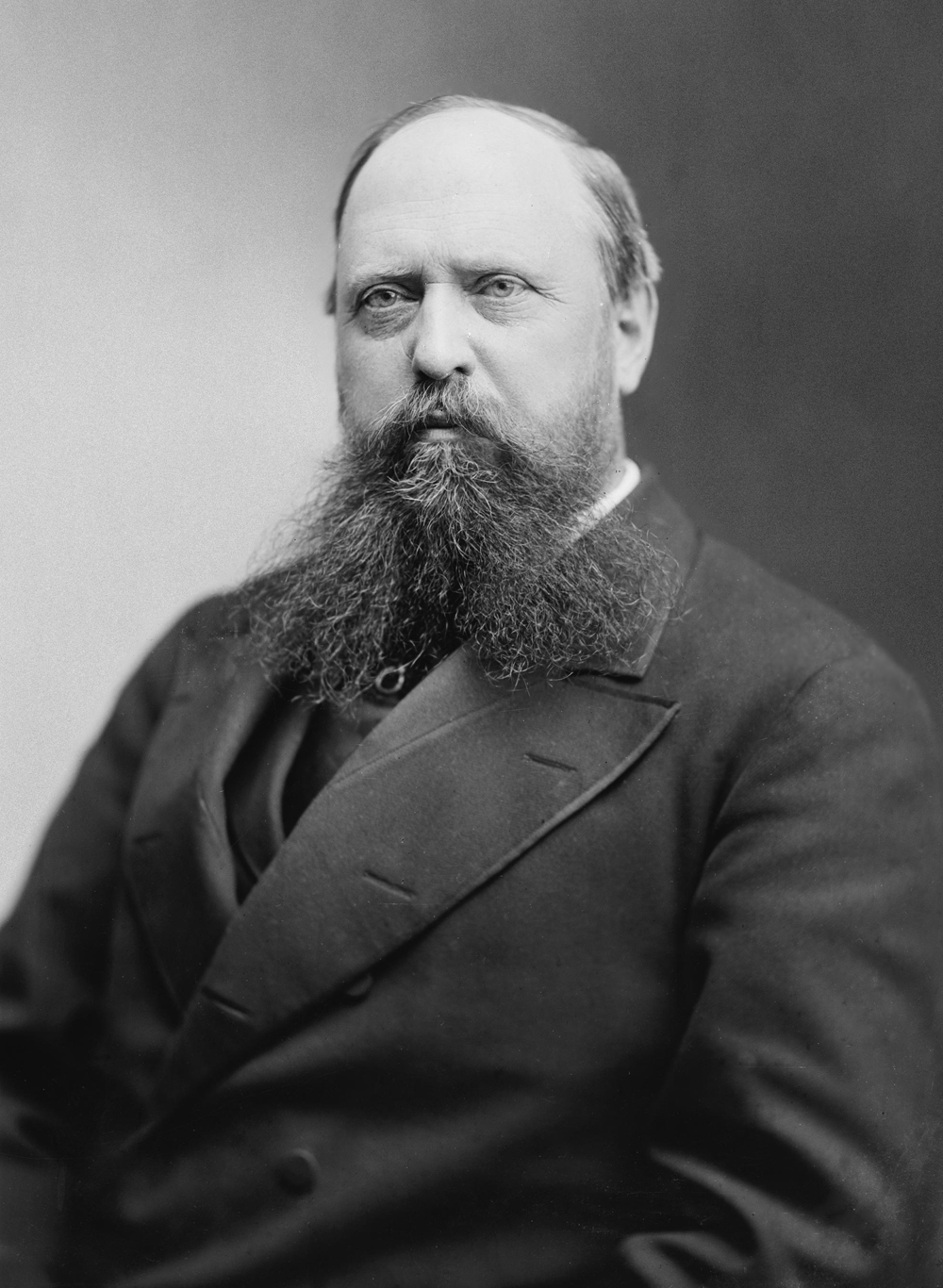
Othniel Charles Marsh (1831-1899). Uno de los contendientes en la denominada «Guerra de los Huesos».

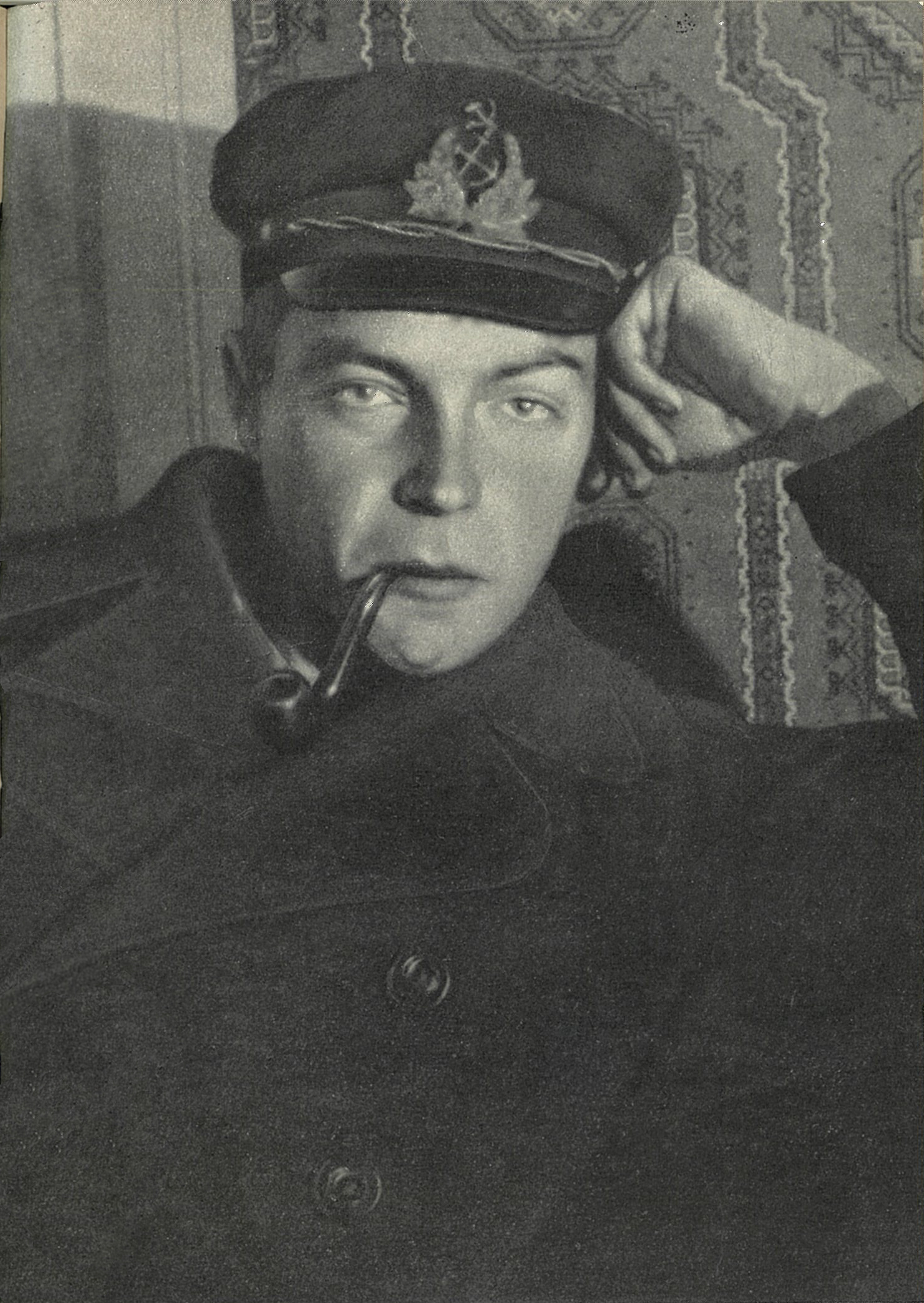
Iván Efremov (1908-1972). Definió la tafonomía, la ciencia que estudia los procesos de fosilización y la formación de los yacimientos de fósiles.

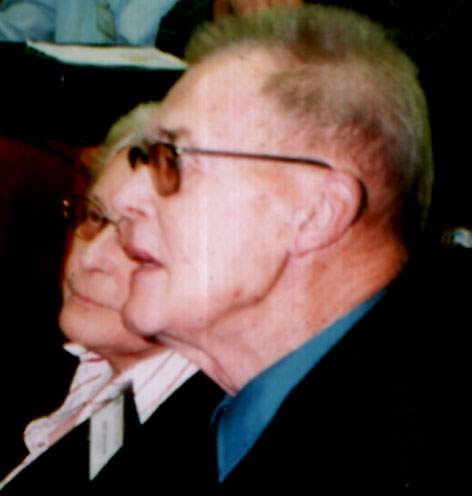
Adolf Seilacher (1925-2014). Introdujo la etología como criterio de clasificación de las pistas fósiles.

- Leopold von Buch   (1774-1853) (ALE)
- William Buckland  (1784-1856) (GBR)
- Gideon Mantell  (1790-1852) (GBR)
- Philippe-Charles Schmerling (1791-1836)
- Roderick Murchison  (1792-1871) (GBR)
- Mary Anning (1799-1847) (GBR)
- Joachim Barrande  (1799-1883) (FRA)
- Alcide Dessalines d'Orbigny  (1802-1857) (FRA)
- Richard Owen  (1804-1892) (GBR)
- Charles Darwin  (1809-1882) (GBR)
- Juan Vilanova y Piera (1821-1893) (ESP)
- Joseph Leidy  (1823-1891) (USA)
- Louis Édouard Gourdan de Fromentel (1824-1901)
- Henry Testot-Ferry (1826-1869)
- Oppel, Albert   (1831-1865) (ALE)
- Othniel Charles Marsh (1831-1899)  (USA)
- Andrew Carnegie  (1835-1919) (GBR)
- Edward Drinker Cope (1840-1897) (USA)
- Lucas Mallada  (1841-1921) (ESP)
- Charles Sternberg  (1850-1943) (USA)
- Florentino Ameghino (1854-1911) (ARG)
- Henry Fairfield Osborn  (1857-1935) (USA)
- John Bell Hatcher  (1861-1904) (USA)
- Earl Douglass  (1862-1931) (USA)
- Eberhard Fraas   (1862-1915) (ALE)
- Robert Broom  (1866-1951) (SUD)
- Richard Swann Lull  (1867-1957) (USA)
- Mignon Talbot  (1869-1950) (USA)
- Barnum Brown  (1873-1963) (USA)
- Friedrich von Huene   (1875-1969) (ALE)
- Karl Alfred von Zittel  (1875-1969) (ALE)
- Hugo Obermaier   (1877-1946) (ALE)
- Franz Nopcsa von Felső-Szilvás (1877-1933) (HUN)
- Pierre Teilhard de Chardin (1881-1955) (FRA)
- Roy Chapman Andrews (1884-1960) (USA)
- Paul Wernert (1889-1972)
- Véra Gromova (1891-1973)
- Rudolf Stahlecker   (1898-1977) (ALE)
- George Gaylord Simpson  (1902-1984) (USA)
- Louis Seymour Bazett Leakey (1903-1972)
- Edwin Harris Colbert  (1905-2001) (USA)
- Llewellyn Ivor Price  (1905-1980) (BRA)
- Iván Antónovich Yefrémov (1908-1972) (RUS)
- René Lavocat (1909-2007)
- Carlos de Paula Couto  (1910-1982) (BRA)
- Jean-Pierre Lehman (1914-1981)
- Jim Jensen  (1918-1998) (USA)
- Rosendo Pascual (1923-2012) (ARG)
- Emiliano Aguirre (1925) (ESP)
- Adolf Seilacher   (1925-2014) (ALE)
- Sándor Bökönyi (1926-1994) paleozoólogo
- John Ostrom  (1928-2005) (USA)
- Daniel Cargnin  (1930-2002) (BRA)
- Yves Coppens (1934) (FRA)
- Henry de Lumley (1934)
- Marie-Françoise Bonifay (1935)
- Philippe Taquet (1940) (FRA)
- Michel Brunet (1940)
- Stephen Jay Gould (1941-2002) (USA)
- Zulma Brandoni de Gasparini (1944-) (ARG)
- Robert Bakker (1945) (USA)
- Jack Horner  (1946) (USA)
- Éric Buffetaut (1950)
- Brigitte Senut (1954) (FRA)
- Paul Sereno  (1957) (USA)
- Neil Shubin (1960)
- Francis Duranthon (1961)
- Luis M. Chiappe  (1962) (ARG)
- Leonardo Salgado (1962-) (ARG)
- José Braga (1967)